# Grant County, New Mexico
Grant County är ett administrativt område i delstaten New Mexico, USA. År 2010 hade countyt 29 514 invånare. Den administrativa huvudorten (county seat) är Silver City.

## Geografi
Enligt United States Census Bureau har countyt en total area på 10 276 km². 10 272 km² av den arean är land och 4 km² är vatten.

### Angränsande countyn
- Catron County, New Mexico - nord
- Sierra County, New Mexico - öst
- Luna County, New Mexico - sydöst
- Hidalgo County, New Mexico - syd
- Greenlee County, Arizona - väst

### Orter
- Bayard
- Hurley
- Silver City (huvudort)